# Федорівська сільська рада (Володарсько-Волинський район)
Федорівська сільська рада — колишня адміністративно-територіальна одиниця та орган місцевого самоврядування у Володарсько-Волинському (Володарському) районі Волинської округи, Київської та Житомирської областей Української РСР з адміністративним центром у селі Федорівка.

## Населені пункти
Сільській раді на час ліквідації були підпорядковані населені пункти:
- с. Федорівка.

## Населення
Кількість населення ради станом на 1931 рік становила 1 070 осіб.

## Історія та адміністративний устрій
Створена 27 жовтня 1926 року як німецька національна сільська рада, в складі колоній Селянський Млинок та Федорівка Березівської сільської ради Володарського (згодом — Володарсько-Волинський) району Волинської округи.
Станом на 1 вересня 1946 року сільська рада входила до складу Володарсько-Волинського району Житомирської області, на обліку в раді перебувало с. Федорівка, кол. Селянський Млинок не значилася на обліку населених пунктів.
Ліквідована 11 серпня 1954 року, відповідно до указу Президії Верховної ради Української РСР «Про укрупнення сільських рад по Житомирській області», територію ради та с. Федорівка приєднано до складу Поромівської сільської ради Володарсько-Волинського району Житомирської області.